# パワプロクンポケット6
パワプロクンポケット6は、2003年12月4日にコナミ（※）から発売されたゲームボーイアドバンス用のゲームソフトである。パワプロクンポケットシリーズの6作目にあたる。キャッチコピーは「おもしろゲームがどっさり!」。

※2006年3月31日の持株会社化に伴い、版権はコナミデジタルエンタテインメントに移っている。

## 概要
パワプロクンポケットシリーズの6作目。ゲーム中で買い物をすることができるパワポケポイントの追加、サクセスの登場キャラクターのプロフィールを見ることができる「プロフィール」など新しい要素が追加されている。この2つは以後のシリーズでもおなじみとなる。

## 6の新要素・変更

### 追加モード
パワポケP
パワポケPを使って隠し要素などを購入するモード。第2サクセスやミニゲームなどはここで購入。
プロフィール
アルバムモードの一つでサクセスに登場したキャラクターのプロフィールが見られるモード。サクセスで見た場面と同様にイベントで条件を満たしていくと増えていく。

### その他
- ペナント、俺のペナントに個人タイトルが追加された。俺のペナントでは個人タイトルを獲得すればボーナスとしてもらえた特殊能力に難易度の条件が加わった。
- アレンジチームが最初から使えなくなった。
- 俺のペナントで遊べる回数が1選手につき1回に変更された。
- 俺のペナントに天狗メーター、仲間評価が追加された（天狗メーターは今作と『パワプロクンポケット1・2』と『パワプロクンポケットR』のみ）。
- 俺のペナントの能力の上げ方が表サクセスと同じになった。
- 俺のペナント用の描き下ろしキャラクターが追加。ただし外見は過去作キャラに近い（チームメイトが平山や武田、コーチが4主人公の父親、女性ファンがようこや秋生、オーナーが島岡の父親等）。
- 新しい特殊能力が追加された。また、一部の特殊能力のアイコンが変更された。
- サクセスモード時の主人公のグラフィックが少し変更され、一部の表情グラフィックも変更された。
- 今作から表サクセスの背景が拡大した。これに伴い、キャラクターに白い縁取りがされている他、スライドインするアニメーションが付くようになり、背景が切り換わる時にフェードするようになった（裏サクセスは前作『パワプロクンポケット5』から）。

## 収録ミニゲーム
おまけモードでも遊べるミニゲームは3種類で、おまけモードが存在しないゲームボーイ版『パワプロクンポケット』を除いてパワポケシリーズの中で最も少ない。サクセス中のみで遊べるミニゲームは3種類。
クルクルおみくじ
回転する的に矢を撃っておみくじを行う。出目は大吉・吉・凶・大凶の4つで、盤面は3種類。的の回転速度は9種類（攻略本があると必ず最低速度になる）あるが、前作と異なり狙い撃つことが可能。同じ的を使うくじ引きもあり、出目が1等・2等・3等・はずれとなっている。
走って走って うんダバダー!
郊外の工場からの帰り道で車が故障してしまい、直後に腹痛を起こした主人公がゴールであるトイレを目指して走るゲーム。道中の障害物に当たるとタイムロス。障害物にはミニゲームのタイトルの由来となるもの（糞）が大小2種類、一気に汚れる落とし穴（肥溜め）、当たっても汚れない犬、汚れないが鳥類のものとは思えない障害物を落下する鳥がいる。サクセスモード中ではクリアするごとにレベルが上昇する。
ゴキビューン
工場内で大量発生したゴキブリを主人公が殺虫剤片手に駆除する、縦スクロールのシューティングゲーム。殺虫剤を使って（レーザーと通常弾の使い分けが可能）敵キャラクターであるゴキブリを倒す。敵を倒すとパワーアップアイテムか点数アイテムが手に入る。レーザーを使わずにパワーアップし続けると誘導弾も発射する。一定時間以内に連続して敵を倒せばコンボボーナスが入る。一度でも攻撃を受けると終了だが、サクセスモード中ではボス戦の巨大ゴキブリまで到達すれば、ボスに倒されてもクリアとなる。サクセスモード中ではレベル3から始まり、失敗するか攻略本所持でレベルが下がる。道中の敵キャラクター（ゴキブリ）は大きさが3段階あり（弾としてさらに小型のものもある）、ボスは画面に収まらないほど大きい。
以下の3つのミニゲームはしあわせ島編でのみプレイできる。
カジノ
プレイルームでプレイできるミニゲーム。参加費として10ペラが必要。表示された3 - 18の数字より大か小を選んで、サイコロでその範囲内の数字になれば賞品がもらえる（同じ目の場合は失敗）。賞品にはペラ(10 - 500)、特殊能力（マイナスの特殊能力もある）、作業の効率を上げるアイテムがあり、3と18、4と17など確率的に出る可能性の低い目ほどいい賞品がもらえる（逆に9、10、11、12にはマイナス能力が配置される）。成功すれば何度でも挑戦できるが、1回失敗した時点で今まで獲得した賞品が没収になり終了。サイコロの回転速度は速いが、目押しは可能。
南海のとしお君対ガンダーロボ
サクセス最終盤で島民に協力を要請した（特定イベントの消化が必要）場合、プレイできるミニゲーム。ゲーム内容は同社の『がんばれゴエモンシリーズ』におけるゴエモンインパクト戦に酷似している。BB団基地の地下施設に保管されていたガンダーロボを操縦し、両腕のロケットパンチ・右腕のヒートソード（右腕のロケットパンチを発射している際は使用不可）・頭部バルカン砲（この武装のみ弾数制限付き）の3種類の攻撃手段を駆使して巨大化したとしお君を倒せばクリア（ライフを多く残してクリアするほど獲得経験点が増加する）。ガンダーロボは被弾に加え時間経過でも耐久力が減少（戦闘開始から3分で0になる）していき、ガンダーロボの耐久力が0になるとゲームオーバー（再戦不可）。
対決！メカ亀田
サクセス最終盤で仲間とともに反乱を起こした場合にプレイできるミニゲーム。バットで武装した主人公を操り、エネルギー弾・ミサイル・クロー・突進といった様々な攻撃手段を駆使するメカ亀田を倒せばクリア。メカ亀田はバリアを張っているため直接攻撃は効かないが、時折撃ってくる丸いビーム弾をバットでメカ亀田に跳ね返して当てることでメカ亀田にダメージを与えることができる。主人公およびメカ亀田のライフは5で、主人公のライフを多く残してクリアするほど獲得経験点が増加する。負けても気力が高ければ基本能力値減少と引き換えに再戦可能（また、気力が一定以下だとメカ亀田の一部行動パターンが易化する）。

## サクセス
本作のサクセスは「未来から来た男 町工場社会人野球編」と「謎のしあわせ島編」2つのシナリオが収録されている。ゲームシステムでは、「未来から来た男 町工場社会人野球編」は従来の作品の「表サクセス」、「謎のしあわせ島編」は従来の作品の「裏サクセス」と同じように扱いだが、従来の作品と異なり2シナリオともパワポケシリーズの正史にも組み込まれているため、後の作品と書籍表記では「謎のしあわせ島編」が「裏サクセス」ではなく、「もう一つのサクセス」「しあわせ島編」などと表記している場合もある。
今作からの表サクセス以外のサクセス（今作の場合、「謎のしあわせ島編」）のプレイ条件は『パワプロクンポケット5』までの「表サクセスで一定選手を作成」に代わり「パワポケPで購入」に変更された。ゲームクリアした場合は、選手登録せずにパワポケPに変換できる（登録した場合でもパワポケPを獲得できるが、入手できるパワポケPは直接変換に比べると少ない）。
主人公は投手に限り、サクセス終盤の裏野球大会の全試合は指名打者（DH）制が採用されている（社会人野球編、しあわせ島編共通）。

### 未来から来た男 町工場社会人野球編
本作の表サクセスであり第一シナリオ。『パワプロクンポケット4』との繋がりが多く山田平吉や島岡希美などが登場する。
平日と休日で1週間が成り立っている。また「回復」や「電話」は休日にしかできず、試合は休日に行われる。
今作はクリア/ゲームオーバー条件と関係するミニゲーム、評価、メーターは無く、クリア条件は「大帝国キラーズまでの試合にすべて勝つ」ことで、裏野球大会以外の試合で敗北はゲームオーバーとなる。試合結果以外のクリア・ゲームオーバー条件は無いのは表サクセス初である（ただし、正史では大帝国キラーズ戦で敗北し謎のしあわせ島編へ続くため、クリアルート自体は正史の平行世界である）。

#### あらすじ
将来、重要な発明をする事になる町工場「和桐製作所」が、未来からやってきた時間犯罪者の手により潰されようとしていた。和桐製作所が潰れてしまうと、その後の未来に大きな影響が発生する。未来への影響を防ぐため、タイムパトロールの主人公は和桐製作所に潜入捜査を開始する。工場が倒産しないように仕事を支えつつ（野球部でも活動し）、時間犯罪者捜しを始める。

#### 登場人物

##### 和桐製作所

###### 主要人物
主人公（しゅじんこう）
未来からやってきたタイムパトロールの隊員。未来を守るため和桐製作所を立て直すべく、会社に入社。同時に野球部に入る。勘が鋭く、和桐製作所に降りかかろうとする危機をいち早く察知することができる。もともと野球の実力やセンスは良く、野球の面でスカウトされることもしばしば。
山田 平吉（やまだ へいきち）
『4』にも登場したマニアなチームメイト。給料の半分をおもちゃのために費やしている。甲子園優勝経験者。『4』の頃と比べると球速、制球力、スタミナが上がり変化球の伸びが良くなっているが、ピンチ×があるので追い込まれると弱い（パワーアップすると消える）。主人公が野手のときは投手で、投手のときは捕手になる。

###### チームメイト
青野 柴夫（あおの しばお）
和桐バブルスのリーダー的存在を務める選手。野球は未経験者だったが、アメフトを高校、大学でやっていた。
ポジションは三塁手で、サブポジションは捕手。「パワーヒッター」を持つ強打者だが、パワーだけでなく肩や守備も優秀。
村山 はじめ（むらやま はじめ）
アイドル好きなチーム最年少の選手。子離れできない母親が悩みのタネ。女性経験は全くなく、ウブでグラビアにも顔を真っ赤にする。人生経験が浅く騙されやすい性格で、作中でもキャッチセールスに捕まり怪しげな宗教にハマる展開がある。将来の夢はプロ野球選手になること。後にプロ入りを果たし『8』でその経緯を本田から語られるイベントがある（「地上の楽園」に行ってしまう展開もある）。
ポジションは遊撃手で、サブポジションは外野手（ただしパワーアップするとサブポジが二塁手になる）。「守備職人」を持ち、守備が上手い。パワーアップすると能力がオールCになる。
三船 剛一（みふね ごういち）
仕事は不真面目な車マニア。製作所付近の実家に寄生しており、給料のほとんどを車に注ぎ込んでいる。車に乗りたいがためにわざわざ遠回りして1時間以上かけ通勤することも。頭は悪くないが車に関する知識以外は殆ど無い。よく山田に弱味を握られる。エピローグ条件を満たしていると後に和桐製作所を退職し、本＋CD＋DVD屋を始め、車に関心が持てなくなるほどの盛況ぶりとなった。
ポジションは外野手。全てにおいて安定した能力を誇るが、パワーアップするイベントの成功率が低く、能力アップさせにくい。
智林 五郎（ちばやし ごろう）
家庭事情により中学卒業後にすぐ就職した、野球センス抜群の真面目なチームメイト。唯一の欠点は兄が変人であること。実家が破産し、父親が死んだため今は兄と2人で暮らしている。
ポジションは二塁手で、サブポジションは遊撃手。チーム一の俊足を誇る。パワーアップすると右打ちから左打ちに変わる。また、登録名は「智林」だが、兄の昭雄が加入すると「智林五」に変化する。
主人公が野手の場合、彼とのうろつきイベントでサブポジションを修得することができる。
カビンダ・スメルアゴル
汽車や飛行機を乗り継いで一週間以上かかるところから出稼ぎに来ている外国人。非常にケチでチームメイトから窃盗や暴力で歯磨き粉や食べ物などを奪っているが、これは少しでも多く国（物価は日本の200分の1）の家族に仕送りをするため。母国では仕送りしたお金で豪邸や広い牧場を築いている。古代インド武術の使い手であり、主人公含め誰も敵わない。日本人を「ジャパニ」と呼ぶ。
ポジションは一塁手（パワーアップするとサブポジの外野手がメインになり、一塁手の適性が消える）で、サブポジションは外野手。能力は平凡だが、ランダムイベントが多くパワーアップさせにくいもののパワーアップすると大幅に能力が上昇、パワー140に加え「パワーヒッター」持ちの強打者になる。一方であるうろつきイベントで間違った選択肢を選んでしまうと、チームを離脱してしまう。
漁火 剛（いさりび つよし）
『月刊コロコロコミック』で開催されたキャラクター公募企画で採用されたキャラで、発火能力を持つチームメイト。ただし、発火を自分でコントロールすることはできず、行く先々でボヤ騒ぎを起こし続けており本人は悩んでいる。その後主人公の激励によりパワーアップするが、その際の主人公の選択肢によっては能力を悪用しテロリストになり、チームを離脱する。後述のほるひすと同じくコロコロ高校出身である。
ポジションは外野手で、サブポジションは二塁手（パワーアップ後は消失する）。走力以外に見るべきところはないが、パワーアップすれば俊足強打の優良選手になる。ただし、特殊能力「盗塁×」を持っているので盗塁は苦手。
ほるひす
漁火同様『月刊コロコロコミック』で開催されたキャラクター公募企画で採用されたキャラ。野球もでき、仕事もこなす不思議なぬいぐるみのような人。外見は応募された元の絵に非常に忠実であり、どう見ても普通の人間ではないが、違和感を覚えているのは主人公のみであり他の工員は普通に接している。また、仕事ぶりも有能であり村山によると「彼がいなければこの工場はとっくに潰れている」とのこと。以後の作品のミニゲームにたびたび登場する。なお、ほるひす本人はこの作品以降の表サクセスには登場していないが、後の「しつもんコ〜ナ〜」によると、本作以降の作品でも和桐製作所に務めているとのこと。
ポジションは外野手。能力は青野に次いでパワーが高い以外は平凡であるが、パワーアップすると俊足強打者になり、特にパワーは180とチーム中で一番のパワーの持ち主になるが、ミートだけは1から上がらない。
『実況パワフルプロ野球2012』以降の実況パワフルプロ野球シリーズ作品にゲスト出演したが、パワポケ時と異なり選手としての登場はない。
和桐 文雄（わぎり ふみお）
和桐製作所社長で和桐バブルス監督。後に大発明をするのだが、現在は赤字。仕事と野球にハマりすぎて妻に駆け落ちされている。なお、正史では和桐製作所はいったん潰れた後、しあわせ島流しから帰ってきた主人公によって立て直されている。

###### 隠し選手
守田 憲次（もりた けんじ）
この町の平和を守るため、日夜警戒体制をとるお巡りさん。ところがその情熱は空回りしておりたびたび何でもない案件で大騒ぎしている。昔、夜間のパトロール中に見つけた等身大の人形を粗大ゴミに捨ててから喋り方がおかしくなったという。公平な判断を下す人物として和桐社長の依頼でフローラルローンズ戦とラッキーフラワーズ戦の審判を務めることになる。空き地にうろつくと審判を務める内に野球が好きになり、パトロール中に空き地で見つけた野球ボールで壁キャッチボールしてる所を主人公に目撃され、パトロールをさぼった事から主人公に対し慌ててその事に否定するが、このイベントで選択技が出て普通に誘うと仲間になる。揺さぶっても仲間になるが、このイベントでは野球練習を少々やるつもりが、夜遅くまで熱中してしまい、更にいつの間にか和桐バブルス野球ユニフォームを着用して練習していた。
ポジションは捕手（パワーアップすると外野手になり、捕手の適性が消える）で、サブポジションは外野手。能力は平均的で、「奪力」「アベレージヒッター」と有益な特殊能力を取得している。山田が投手となる野手育成時は主人公が捕手にゴリ押し配置されたり能力の低いモブ選手の石松になりやすいため、貴重な存在となる。
『1』『3』で登場した森田健一は守田の従兄弟で現在は守田の上司で、『1』『3』では巡査だったが、部長に昇進している。
智林 昭雄（ちばやし あきお）
五郎の兄。野球センス抜群で頭脳明晰な青年。しかし、その実態は世界征服のためのプランを弟と共に日々考えている危険人物。和桐製作所に勤めていたこともあるがすぐに辞めてしまい、現在はニート（外出はするため引きこもりではない）。一見するとただの変人だが、イベントを進めることで彼の詳細な過去を知ることができる。高校時代、野球部だったが二人しか部員がいなかったため、3年間試合に出ることはできなかった。
ポジションは外野手。弟と同様走力が高く打撃能力も高く、「奪力」「内野安打○」「粘り打ち」と有益な特殊能力も持つ優秀な選手。
貴田 隆男（たかだ たかお）
和桐沙耶の同級生で、沙耶にしつこく付きまとう（ただしその原因は沙耶にある）。悪い人間ではないが、「一緒にいると恥ずかしい」と言われるほど服装のセンスが悪いため、沙耶に避けられている。沙耶の母親の真相を知るには彼の力が不可欠。女性にモテるためにスポーツに手を付けているため運動能力は高い。アルベルトの指導で野球が上手くなり、彼を尊敬している。
ポジションは投手。球速は遅いが、コントロールと変化球のキレがいいリリーフエース。パワーアップすると「気迫」「キレ○」を習得しさらに磨きがかかるが、パワーアップのためには沙耶から手に入る超特殊能力を諦めなければならない。
本山 雄馬（もとやま ゆうま）
『5』にも登場したレアなアイテムを見付ける能力を持つ男。ランダムイベントでの登場で、連続イベントも全てランダム。主人公が未来から来たと言い当てる。口癖は「むふふん」と「ゆうまくんなんだなん」。高校生の時ドラフト一位指名でモグラーズに入団する予定であったが、ボールを頭にぶつけ記憶喪失になった。愛称は「ゆうまくん」。パワーアップイベントを最後まで進めると和桐製作所の社員になる。連続イベントの最中に何度か記憶が戻るが、その度におばさんとぶつかったり山田に殴られて元に戻る。
ポジションは捕手で、サブポジションは遊撃手と二塁手。肩力が高く守田より優秀な捕手で、「奪力」も持つ。守田と違い、パワーアップしても捕手のままで適性は消えない。
奥野 次郎（おくの じろう）
黒松を「アニキ」と慕う、威勢はいいが根は弱気のチンピラ。ポジションはピッチャーであり、フローラルローンズとの試合では投手として参加している。2年目の裏野球大会直前に発生する定期イベントの選択肢次第では黒松が自身の地位を犠牲にしてまで守った和桐バブルスに助っ人として加入することになる。
ポジションは投手。高校時代の野球経験を生かした、150km/hを超す球質の重い球が自慢だが、スタミナとコントロールは低く、変化球も1種類しかないので安定しない。投手能力だけでなく、野手としてもパワーが高めで肩力や走力もそれなりに高い。唯一パワーアップイベントが存在しない(パワーアップ時のデータ自体は存在している)。

##### 彼女候補
和桐 沙耶（わぎり さや）
和桐製作所の社長令嬢で現役女子高生。仕事人間の父を嫌っている。いわゆる今時の若者であり、サバサバとした性格。彼女が遊びで貴田をからかったのが原因で、彼はストーカーになってしまった。狙える超特殊能力は「気迫」「闘気」。
秋本 彩（あきもと あや）
和桐製作所の社員。仕事中は眼鏡をかけている。普段は地味目だが、眼鏡を取ると非常に可愛い。実家が貧乏である。J-POPが嫌いで洋楽を好む。必須イベントのほぼ全てがランダムでグッドエンドはおろか、エンディングに結びつけるまでが非常に難しい最難関彼女候補。バッドエンディングが3種類ある。狙える超特殊能力は「鉄腕」「神速」。
蕪崎 詩乃（かぶらざき うたの）
和桐製作所の近くにある神社の巫女で高校生。幼い頃に両親を亡くしており、神主の叔父の下で暮らす。京都出身で、打ち解けると関西弁をしゃべる。料理は苦手。比較的早くから登場させられるため、選択肢を間違えなければ彼女にするのは容易。だがグッドエンドを迎えるためには非常に高い好感度が必要。デートでよくタフが上がる。狙える超特殊能力は「剛球」「豪力」。
島岡 希美（しまおか のぞみ）
和桐製作所の近くにある、山田が紹介してくれる居酒屋で働く女性。『パワポケ4』のチームメイト島岡武雄の姉である。車の運転が致命的に下手。過去に失恋して整形手術を受けている。バッドエンドが2種類。野球超人伝の入手には彼女のイベントが必須。なお、場合によっては全く別の展開になることもある。
木岡 鈴音（きおか すずね）
黒梅興行社長、木岡の娘。常にボディガードがまわりを固めている。親が箱入り娘として育てたため、世間知らずのお嬢様になった。バッドエンドが2種類。狙える超特殊能力は「絶倫」「奪力」。
菊池 瞳（きくち ひとみ）
いつもボンヤリしている、和桐製作所の近くにあるスナックの雇われママ。店に来るお客たちのアタックを無自覚にかわし続けている。心にある秘密を抱えている。智林兄とは何か因縁めいたものがある。比較的攻略しやすいキャラクターで特能も取りやすい。狙える超特殊能力は「呪縛」「緊縛」。

##### その他
大島 喜美子（おおしま きみこ）
和桐製作所で働くおばさん。主に経理担当。肝が据わっており多少の事では動じず、山田や三船、奥野を言い負かす場面も。会社では重要な人物の一人。基本的に人当たりの良い優しい性格だが、経費や給料の管理のことになると厳しい。
川村 誠治（かわむら せいじ）
大帝国工業の営業課長で、「大帝国キラーズ（所属選手名は実在の企業にちなんでいる）」を率いる。高圧的で嫌味な性格でゲーム序盤で和桐製作所との契約打ち切りを通達しに来る。終盤で和桐製作所が開発した塗装機器の特許の専用実施権を売却するよう迫るが、黒松が裏で手を回したことにより和桐製作所との賭け試合を了承する。なお、『7』で教育委員会の一員として登場する川村正義は彼の兄。
黒松 東児（くろまつ とうじ）
フローラル金融社長。木岡の部下。借金の取り立てのために返済期限の引き延ばし（負けた場合は工場と土地、そして主人公の身柄差し押さえが条件）を賭けた試合を提案する他、役所に働きかけて新しい工場の操業を差し止めさせようとする。昔、野球をやっていたがある事件で止めてしまった。見た目はやくざだが、自分の地位を犠牲に大帝国キラーズとの戦いの場を設けてくれるなど、本当はいい人。
木岡（きおか）
黒梅興行の社長で、『3』以来の登場。野球が好きなことは変わっておらず、黒松が賭け試合を行ったことを聞きつけ、自身のチームを黒松に貸し出して試合をさせる。試合に敗北するとバブルスの選手を気に入り、有望な選手を引き抜こうとする(こちらが負けた際は、実際に主人公以外のバブルスの選手を仕事先も紹介する条件でフラワーズに勧誘している)。今作によって本当は怖い人だったことが判明。試合にも選手として登場するが、能力は低い。
桜咲 一郎（さくらざき いちろう）
木岡の部下で鈴音のボディーガード。通称「イチ」。ボディーガードとしては役立たずだが、忠誠心が高い為に木岡から鈴音のボディーガードを任された。
サブ
イチと共に行動する鈴音のボディーガード。本名不明。イチと対照的に細長い体型をし、彼とは昔からの親友。
大谷 健（おおたに たけし）
『1』『3』『5』で登場したフリーの新聞記者。好奇心が強く和桐製作所に対するでっち上げの記事から和桐製作所に興味を持ち、犯人の工作を回避した主人公に疑念を抱き接触してくる。主人公の対応によっては今回の事件を記事にせずに犯人逮捕の手助けをしてくれる。また、小杉の入れ替わりも塚本から聞き出し見抜いた。
なお、『5』の姿でなく『1』『3』の姿で再登場した。
鷹森 三乃（たかもり みの）
「シブリ銀行」の支店長で「シブリーズ」を率いる。製作所からの3000万円の融資の提案を通らないとして断るものの、黒松に土地の権利を譲ってもらったことで和桐社長が提案した賭け試合（和桐バブルスが勝った場合は鷹森が融資のために働きかけを行い、シブリーズが勝った場合は社長の家と土地を鷹森に差し出す）を行う。試合では自身も選手として登場。ポジションは外野手で、能力はミート以外いずれも平凡。ミリタリーマニアで、缶入りドロップが好物。
銀行名及びチーム名、そして所属選手の名前は「スタジオジブリ」に関連している。
市民課の課長（しみんかのかちょう）
本名不明。密かに市民課選抜の野球チームを率いている。和桐製作所に条例に違反しているとして新工場の稼働を差し止めさせるも、市の条例について特例を認めさせる賭け試合を提案してくる。ポジションは捕手で、安定した能力を誇る。
茂吉（もきち）
「光圀インローズ」のキャプテン。見た目は普通の老人だが、「どうせ老い先短い」と薬によって無理やり強化し、驚異的な肉体に変貌する（ただし、薬の効き目は1試合持たない）。試合前に青野からは「両チームが2桁得点をする大荒れチーム」と称される。
垣内 善治（かきうち ぜんじ）
『3』で『1』『3』の主人公が所属していた火星オクトパスの親会社である火星カンパニーの社長。火星に行くという夢はあきらめていない。今回は、裏野球大会の賞金がプロペラ団の隠し財宝であるという噂を聞きつけ、裏野球大会に出場する。主人公や山田からチーム名やプロペラ団とのやり取りをからかわれることに不満を持っている。時々、眼帯を左右間違えてつけていることがあるとのこと。オクトパスのユニフォームは白と赤だが、バブルスと被る為、先攻の白と青のものを採用している(オクトパス側の打撃回の切り替え画面では同じ白と赤)。
本作のオクトパスは『3』から残留しているのが鋼、ネロ、メカドミオのみで戦力はやや弱体化している(一方でオクトパスの一般選手達は強化されている)。
ヘルガとマコンデ
3回戦の対戦相手･しあわせ島の野球チーム「ブラッドバタフライ」を率いた2人。社会人野球編では一定確率でブラッドバタフライのメンバー（しあわせ島の収容者と思うモブキャラ）に代わりに、この2人に登場する（ただしシナリオ内登場の有無と関係ないマコンデが顔として対戦前で登場する）。山田はヘルガを「軍服美女」と呼んで「自分もしあわせ島に行きたい」と興奮して、主人公からドン引された。
(社会人野球編では)プロペラ団と超最強学園という過去作品の最終戦相手チームの選手がメインにする、超特殊能力持つ選手が複数いるのでなかなかの強敵だが、しあわせ島編ではこのチームの真の姿と裏野球大会の参加目的が明かされた。
しあわせ島編の2人と詳細は#ブラッドバタフライ（BB）団参照。
Mr.チキン（ミスターチキン）
「サッカー野球部」のキャプテン。主人公から「サッカーなのか野球なのかはっきりさせろ」と突っ込まれた。準決勝の前に対戦相手でないにも拘らず堂々と名乗り出てくるが、結局準決勝で敗退しているためサッカー野球部の実力は不明(主人公に「足が速いだけのチームだろ？」と指摘されて、図星だったが見栄を張っていた)。次作の『7』の裏サクセスでは本作とは違い活躍の場が多い。
ボンド
「ブリティッシュピンキーズ」のキャプテン。若かりし頃は世界的なスパイであり、プレイボーイでもあった。大会への参加理由は、大統領が暴走しないように見張るためである。
大統領（だいとうりょう）
ある大きな国の大統領。ライバルの軍事大国が次々と崩壊してから暴走に歯止めが効かなくなりつつある。何名かのメジャーリーガーが偽名を使って参加しているチーム「USスーパーヒーローズ」を率いて裏野球大会に参加する。
根来 秀定（ねらい ひでさだ）
怪しい格好をしたスカウト。「球界のスナイパー」の異名を持つ。主人公の才能を見抜きプロに引き込もうとする。
金星 賀弐（かねぼし がに）
工場の近くにある空き地の地主。どうせ使っていないのだからと主人公たちに空き地を貸してくれる。遠方の大学に行った娘がいる。
長谷川 勝利（はせがわ かつとし）
商工会長で、和桐社長の遊び仲間。密かに商工会の費用を趣味の骨董品に注ぎ込んでいるが、和桐社長に自慢しようと持ち込んで来た江戸時代の壺は贋作（中国産）であり、骨董品を見る目はない様子。
多之山　栗尾（たのやま くりお）
商店街の串カツ屋を営む男性。プラモデルが好きで、フィギュアを嫌っている。
蕪崎 雅仁（かぶらさき まさひと）
神社の神主で、詩乃の叔父。詩乃のイベントで何度か登場する。
村山 ふみえ
村山はじめの母親。息子を溺愛しているためになかなか子離れができず、頻繁にはじめのアパートを訪れている。カレーが得意料理で、訪れた主人公に振る舞うことも。
新庄 美沙緒（しんじょう みさお）
紫色の髪が特徴的な太り気味のおばさん。商店街で買い食いをするイベントでパート店員として登場。
末吉 妙子（すえよし たえこ）
緑色の髪と細長い顔が特徴的なおばさん。詩乃のイベントで登場する。
金山 修太（かねやま しゅうた）
マニアショップの店主。親が金持ちであり、どこにも就職できなかったため親に泣きついて自分の店を作ってもらった。アニメや特撮、フィギュアやプラモデルが大好きで製作には自信がある様で、主人公に熱心にレクチャーしてくれる。本人曰く「店は趣味でやっていて、金の為に働いていない」とのことでわがままな性格で客に媚び諂ったりせず、平気で無礼かつ横柄な態度を取る。主人公も例外ではないが、通い続けるとなんだかんだで意気投合する(その際は主人公のことを「弟子1号」と呼んで親しく接する様になる)。一方で山田のことは嫌いな様で山田にはグッズを売ろうとせず、追い払おうとする。
島岡 武雄（しまおか たけお）
島岡希美の弟。希美関連のイベントで登場。日の出高校を卒業後プロに入り現在二軍らしい。登場パターンが二種類あり、選手の作成番号によっては姉の名を騙って居酒屋の女将として登場する。
天本 玲泉（あまもと れいせん）
『4』の彼女候補。希美関連のイベントで登場。結婚のことを希美に報告するために来る。
荒井三兄弟（あらいさんきょうだい）/荒井 金男（あらい かねお）、荒井 銀次（あらい ぎんじ）、荒井 晴男（あらい ぱるお）
シリーズ常連の三兄弟。これまで同様モグラーズの球団職員として働いている。本作では主人公を「よく知っている人に似ている」と称する。
アルベルト・安生・アズナブル（アルベルト・あんじょう・アズナブル）
シリーズ常連の外国人。山田とは面識がある。フローラルローンズ戦で奥野に元大リーガーの助っ人として登場するも、試合前に魔球を投げ、それにより全身の関節を外してしまい参戦しなかった。本作では単独での連続イベントが存在しない。
犬（いぬ）
シリーズでは5代目の犬。シリーズでは初のメスで、リボンをつけている。山田からは「バカ犬」と呼ばれる。
さおりちゃんフィギュア
「メキメキR」の登場人物「藤坂さおり」のフィギュア。イベントで入手できるアイテムで、入手すると『5』同様電話コマンドで会話ができ、やる気を大幅に回復できる。
時間犯罪者（じかんはんざいしゃ）
主人公とタイムパトロールが追っている謎の人物で本サクセスの黒幕。普通にクリアした場合正体がシルエットになってしまい、その正体を知る事は出来ない。多くのフラグを立てて特殊なルートに進んだ場合だけ正体を知る事が出来る。真相に迫るルートでは逮捕する事が出来、その際に「私は既に改変された歴史を元に戻そうとしていた」と発言しているが、詳しい動機は不明。

### 謎の「しあわせ島」編
本作第二シナリオ。世界観は表サクセスと同一世界である為に後の作品では「もう1つの（表）サクセス」で扱うが、パワポケポイントで買わない限り最初からプレイ出来ない為、一応裏サクセスの扱いを受ける。
このサクセスは能力の上げ方が社会人野球編と同じであり（初期能力は社会人野球編よりも低く設定されている）、野球の試合や練習が存在するが、社会人野球編（と従来の作品の表サクセス）と異なり「特定の場面から試合終了まで全員を操作する」ではなく俺ペナ同様「相手のランナーが二塁か三塁にいる場合（投手プレイ時）/自分の打席のみ（野手プレイ時）を操作する」ことになる。自動操作のため自分の活躍だけじゃないチームメイトの強化も重要となる。
各現場で労働をしたり試合に活躍したりしてペラ（島内での通貨）を貯め、100日以内に1000ペラを稼ぐのが目的。ゲームオーバー条件は以下の通り。
- 犬レベルが100か0になる
- 気力が0になる
  - ただし、気力1の状態で事故を起こすか、特定イベントでしか気力は0にならない
- 100日目までに規定のペラを貯められない
  - 犬レベルが高ければ若干足りなくてもクリアして選手登録することもできるが、バッドエンドとなり更なる能力アップができずマイナスな特殊能力が付いてしまう。
- 特定のイベントで誤った選択肢を選ぶ
- 100日目のミニゲームに失敗する
  - ミニゲームを遊ばずにクリアして選手登録することもできるが、バッドエンドとなり更なる能力アップができずマイナスな特殊能力が付いてしまう。
  - 「メカ亀田ルート」のミニゲームのみ、負けても気力が一定以上の状態でゲームオーバー扱わず再戦可能。ただし、負ける度に能力が下がっていく上に獲得できるボーナス経験点がどんどん下がってしまう。
  - 「メカ亀田ルート」及び「としおくんルート」のどちらもリセットによるやり直しが通用せず、リセットして再開させると犬レベルが0の状態の扱いになりゲームオーバーになってしまう。

表サクセスの世界観と共有したため、従来の作品と異なりモブキャラ以外の新規キャラが多数登場した。

#### あらすじ
和桐製作所の存続を賭けた試合（大帝国キラーズ戦）に敗れ、主人公は借金のために、謎の組織「BB（ブラッドバタフライ）団」によって運営される強制労働施設「しあわせ島」に送られてしまった。スポーツチームも所有しているBB団で野球班に配置された主人公は、毎日限界まで行われる強制労働に日々気力を削り取られていく。しかし和桐製作所を再建するため、野球班の仲間と共に島を脱出するための機会、そしてBB団の秘密に迫る。

#### 登場人物

##### 主要人物
主人公（しゅじんこう）
本作表サクセス主人公と同一人物で未来からやって来たタイムパトロールの隊員だったが、大帝国キラーズとの試合に負けたことで和桐製作所の借金の肩代わりをしてしあわせ島に送られた。しあわせ島の劣悪な労働環境に強い不満を抱いており、短期間での脱出を目論む。
倉刈の反応から、『2』の主人公に似ている設定はある様子。だが、小杉は特に反応しないことから、『5』の主人公には似ていない。
犬レベルが100になった場合、ヘルガから新たな野球班の班長に命じられてそのままBB団に服従してしまう。逆に犬レベルが0の場合、マコンデに「お前はこの島に相応しくない存在」として射殺される。
落田 太二（おちた たいじ）
しあわせ島編での相棒。25歳。玩具の買いすぎで借金を作り、しあわせ島にやってきた。主人公が島にやってきてすぐに出会い、そのまま島での仕事について説明するなど、主人公に親切にしてくれる。基本的に主人公には協力的だが、主人公の脱走に協力して暴行を受けた際は痛烈に批判して拒絶し、100日目で仲間評価が低い状態で反乱を起こそうとすると主人公を問答無用で裏切る(脱走を選ぶと仲間評価が最低まで下がる為、避けられない)。小杉からはいつも「凡田」と呼ばれている。連続イベントを進めると主人公から山田の話を聞き、展開によってはパワーアップする。ポジションは遊撃手。2軍の中では一番の俊足。
解放後は主人公に誘われて和桐製作所に務めることになる（アレンジチームでは能力が大幅に上がった状態で選手に入っている）。
正史ではないが、前述の社会人野球編内でブラッドバタフライとの試合の前にヘルガとマコンデが登場した際に山田を見たヘルガが「島にも似た奴(落田のこと)がいなかったか？」と聞いた際にマコンデが「昨日、処刑した者の中に居た気がします」と答えたことから、主人公がしあわせ島に来なければ殺されていた可能性が高い。

##### ブラットバタフライ（BB）2軍
小杉 優作（こすぎ ゆうさく）
『5』の主人公の元の体。入れ替わった後スター選手の地位を満喫していたが、豪遊の末スランプに陥り、急降下する成績と世評に耐え切れず野球界から逃げ出すも、塚本に裏切られて島に売り飛ばされる。基本的に自分勝手でわがままな性格だが、だんだん主人公たちと打ち解け、倉刈が日出子に電話をかけるときなどに協力してくれるなど根はいい人である。倉刈と顔見知りであることから、入れ替わる前からドリルモグラーズに所属していたことが窺える。
主人公が野手のときは投手で、投手のときは遊撃手になる(主人公が投手の際は選手として彼が登録されていない）。スター野球選手だっただけあって、他の野球班のメンバーより一回り基本能力は高いが、投手としてはコントロールが低い上にマイナス特殊能力が多くて高めの基本能力を発揮し切れない。
解放後は布具里と共に宝探しをすることになる(当の小杉本人は「和桐に行ったらよかった」と後悔している様子)。
倉刈 仁志（くらがり ひとし）
元モグラーズの選手で、娘の日出子を大学に行かせるため島に来た。シリーズを通して貧乏である不幸な人。今回では『5』の頃より痩せこけている様子。娘には何も言わず島に来たらしく、娘のことを心配していたが、展開によっては主人公と小杉に協力してもらい、娘に電話することに成功(ただし、一定の確率で電話の履歴がヘルガに気付かれてしまい、100日目の反乱に影響する可能性が発生する)。娘の言葉を聞いて発奮する。ポジションは外野手。パワーアップするとオクトパス時代の能力を取り戻す。
過去作ではポジションはショートだったが、本作では外野手にコンバートしている。『11』にも登場。
渡辺 彰俊（わたなべ あきとし）
家庭事情により大学を中退したフリーターで、親の借金を放棄せず相続したため島に来た。25歳。落田や江川以外で主人公のことを君付けで呼ぶ数少ない存在。高校までは野球をしていた。イベントでは主人公と昔の仕事の話や愚痴など、どうでもいい話をすることが多い。主人公だけでなく野球班のみんなからペラを借りるなど借金癖があり、親だけでなく彼自身にも借金を作る素質がある。ポジションは二塁手。これといった特徴のない平凡な選手だが、パワーアップすると高いパワーを誇る強打者となる(一方で外野手の適性が無くなる)。
解放後は特にすることもなく再びフリーターになる。本人はしあわせ島での暮らしを楽しんでいた様子。
布具里 珠男（ふぐり たまお）
『4』でも登場していた選手。親は大手下着メーカー・フールグーレの社長だったが倒産し、貧乏になる。だが、しあわせ島には借金のカタで来たわけではなく、宝探しの際に偶然島に流れ着いただけで、島の存在を知ったために収容者として働かされている。収容者として生活しながら島の色々な場所で穴を掘って宝を探しており、BB団からも目をつけられているため、主人公や江川班長から心配される場面も。ポジションは投手。小杉と違って、マイナス特殊能力が無く、制球力も変化球多数で優秀だが、抑え投手故にスタミナが低い。
解放後は小杉と共に宝探しを続けることとなる。
三谷 権造（みたに ごんぞう）
バイク店を経営していたが悪徳金融に引っ掛かって島に来た。「ビールは酒のうちに入らない」と豪語する酒好きで、それがたたりなかなかペラが貯まらない。ポジションは捕手。44歳だがパワーはなかなかある頑固な親父。主に兵器工場で働いている。本人曰く「機械屋のプライド」故に機械の仕事に関しては一切妥協せず、横着してる収容者に檄を飛ばしている（落田曰く「工場での仕事中は江川班長も一切口を出さない」とのこと）。パワーアップすると二軍1のパワーの持ち主となる。
解放後は廃業したスクラップ業者（和桐社長が主人公と山田にスクラップを取りに行かせた場所）の設備を譲り受け、復活させている。
中田 洋一（なかた よういち）
家に帰って親孝行をしたいらしい、農家出身の若きアフロ。中学時代は野球部で活躍していた。実家に親を残して上京したがギャンブルにハマって借金生活に陥り、島送りにされた。ポジションは三塁手。能力アップしていない状態では三谷よりもパワーがあり、肩もいい。
解放後は実家に戻るが、無職な上に母親から厄介者扱いされて家を出て行く計画を立てている。
江川 茂（えがわ しげる）
歪んだ性格をしている野球班班長でBB2軍監督。主人公や他の収容者には「江川班長」と呼ばせている。一流銀行の部長候補だったが、キャバクラの女に入れ込んで借金地獄に陥り、返済のため島に来た（会社の金も横領していた。主人公に島に来た理由を聞かれた際は「自分を妬んだ奴らにハメられた」と嘘をついた）。島に来て8年にも及ぶが、今は班長という立場を利用して、良い生活を送っている。リフレッシュルームでのイベントではさおりちゃん人形を「麗華」と呼んでコミュニケーションを取っており、未だに未練が残っている様子。なお、野球班の班長だが選手ではなく、選手としては登録されていない。試合のスタメンは彼が決めており、彼に気にいられることが重要になる。
解放後はアルバムから他のメンバーのように自由になったわけではないことが窺える。

##### ブラッドバタフライ（BB）団
メカ亀田（メカかめだ）
BB団団長。本サクセス最終ボスの1体で反乱ルート最終ボス。プロペラ団が組織を抜けた亀田へのイヤガラセのために造ったロボット。「こんな馬鹿なものはいらない」と評され捨てられたが、後にB.B.団を創設。捨てられた事を恨み、オリジナル（亀田）を超えようとしている。マニアな性質を見せており、大量のおまけ付き菓子を船で運ばせたり、グッズを売り払うために飛行場を作らせようとするなどして、所長と副所長に呆れられている。しかし「オリジナルを超えることだけが自分の存在意義」との考えから亀田の収集癖を模倣していただけで、マニア心を理解しているわけではない（落田には「グッズの置き方に愛がない」と言われている）。1つの密売ルートが潰されても既に別のルートを確保しておく等、団長としては有能である。
主人公が仲間達と反乱を起こすルートでは、彼との直接対決となる。直接攻撃を防ぐバリアを張り、ミサイルやクロー、体当たりで攻撃してくる（なお、負けても条件次第で再戦可能）。としおくん（後述）が暴走するルートではとしおくんを倒した主人公に勝てないと判断し、島を捨てて逃走。再び組織を設立して活動する。
当初正史では「としおくんルート」が正史とされた為行方不明と思われたが、『ダッシュ』パワポケ図鑑の『6』あらすじで正史ではこちらも倒されている事が判明した。
ヘルガ
BB団所長。一年前に島に来た、冷静沈着で頭が切れる女性。修羅場をいくつもくぐり抜けてきた軍人で、以前はコンゴで国連の平和維持活動に従事していた。規律に厳しく、一見残酷な面もあるが、主人公に本を貸したり、処刑されそうになった収容者を助けて欲しいと言う主人公の願いを聞き入れるなど優しい面もある。またイベントが進むとBB団の活動の意義や彼女が所属している本心を聞くこともできる。主人公と接触している内に主人公に好意を抱くようになり、100日目にペラが足りずにドクターのミスで死亡した際は「日本に遺体を送る」と約束したり、反乱の際に主人公を射殺した際は悲しげな表情を浮かべる等、主人公の死に心を痛めている。収容者AとCが兵士に大怪我を負わせて銃を奪って反乱を起こして拘束して翌日に公開処刑した際も辛そうな顔付きをしていた(ヘルガ自身も反乱したことは許されないが、怪我をさせたことについては故意ではないとして処刑することを躊躇していたが、メカ亀田に「処刑しないとお前を殺す」と脅された為、仕方なく執行した)。運動会の時にフォークダンスやキャンプファイヤーがあると思っていたなどとお茶目な一面もある。恐怖による正義を目指している。ノルウェー国籍だが、父親がドイツ人のため本人はドイツ人だと主張している。色々な本を所有しているが、ファンタジー系で登場人物が蘇るような話は嫌っている（本人いわく、「死は絶対で、安易に打ち消されるようなものであってはならない」）。
事件の終結後、全ての責任を取って死刑に処された。処刑される寸前にも主人公のことを思い出そうとする等、未練があった様子(本人曰く「女々しい」と自虐していた)。
マコンデ
BB団副所長でBB団前所長。半年前までは所長だったが、島で病気が流行して大勢の収容者が死んだために降格させられた。野球は嫌いだが、ブラッドバタフライの監督でもある。ヘルガの下で働いている現状に不満を持つが、副所長としての立場上、逆らう事が出来ず、ヘルガの前では諂っている。
所長に無断でリフレッシュルームのビデオに環境ビデオを混ぜたり、2軍メンバーの裏野球大会決勝戦前のしあわせ草の摂取量を3倍にするなどの独断行動をとっている。また中盤で収容者の不満を和らげる為に班対抗の運動会を提案する。なお、実際はこの運動会でさらに確執を深めさせようとしていたがヘルガに却下されている。
収容者に対しては所長や一般の兵士以上に冷酷な態度を取り、主人公が死亡しても「つまらないことをいちいち報告しなくてよい」と発言し、自分の気に入らない収容者には病人であろうと激しい暴行を加える等、非常に横暴（イベントで病を患った収容者に嘔吐物をズボンに吐かれた際は激怒して暴行した上に後に処刑した）。一方で自身に従順な収容者に対しては多少は優しく接することもあり、主人公も例外ではなく収容者AとCが反乱を起こした際に主人公に助けられた際は、感謝の言葉とペラを贈っている(この時の貰えるペラの金額は犬レベルに応じて変動する)。BB団の幹部だが、無能な一面が多くBB団の兵士に時折理不尽な態度を見せる事もあり、ヘルガと違いBB団の兵士としあわせ島の島民からの人望は薄い。だが過激化するBB団の活動には躊躇する姿勢も見せる等、残忍でありながらも僅かながら良心は残っていた模様。ヘルガには裏切りを警戒されていた。自分の身が危険になると1人で何も出来ず情けない一面を見せる。最後は軍隊に逮捕された。
ドクター / ジーラー・ジェンキンス
しあわせ島の収容者で人体実験をしている、しあわせ島で最も幸せな人。収容者を診察するなど、島での医者の代わりも務めている。
BB団壊滅後は軍隊に逮捕されず逃げ延び、とある大企業に拾われ、そこの研究室で数々の発見をし名声を得て女優と結婚。裕福で幸福な暮らしを送ったとされる。
しあわせ島編内では単に「ドクター」としか呼ばれず、プロフィールでもそう表記されている。本名ジーラー・ジェンキンスは条件を満たした上で最終決戦後にヘルガから語られる。攻略本でも「ドクター」と表記されるが、本名がドクター紹介文で普通に表記される。
BB団の兵士（ビービーだんのへいし）
しあわせ島の警備や管理をしている兵士。全員同じ顔だが、『1』『3』に登場したプロペラ団工作員同様映像の都合によるもので、実際はそれぞれ違った過去を持つ普通の人々。基本的に収容者に対し強く当たるが、中には良心を持った者もいる。自分たちには罪の意識はないが、収容者がバタバタと死んでいく現実に何も感じていないわけではないようで、主人公と落田に死者の埋葬作業を指示したBB団兵士は主人公が死者に対して祈る事を許可し、同時に牧師を探そうとしていた。この兵士は主人公に「あれは兵隊じゃなくて人間だったよ」と称され、主人公はこの事を小杉に話したが、主人公が分かりやすく話さなかった為に小杉は意味が分からなかった。この意味は「兵隊の心でなく人間の心を持ってた」という意味。
BX-A5（ビーエックスエーファイブ）
PX-001（たかゆき）の量産型。別名はそのまま「量産型たかゆき」。自我があるが、戦闘には使えないようになっている。量産型なのでたかゆきの性格を引き継いではいるが、たかゆきよりも好感が持てるロボットで非常に人間らしい行動を取る。
主人公と交流があったのは生産された内の一台。兵器工場で働き最初は主人公に高圧的な態度を取り「奴隷3号君」と呼ぶが、段々と主人公と打ち解けようとする。展開によっては鉱山で落盤事故が発生した際、無断で救助活動を行い、何人もの収容者を救助するも命令違反で廃棄処分にされてしまう。
だが他に用途があるかもしれないという事からヘルガの命令で頭脳部分は保存され、別の場所で研究される事になったという事が聞かされ、主人公は安堵していた。

##### その他
カパリ
しあわせ島の原住民の村長的な人。村一番の年寄り。島に来た日本兵の世話をしたこともある。
バオ
しあわせ島の原住民。若者のリーダー格で、BB団を追い出そうと色々な作戦を立てるが、どれも彼自身の無知や無鉄砲さから非現実的。最終日にとしおくんと戦うためには彼の協力が必須だが、展開によっては爆弾で死亡する。
インミン
しあわせ島の原住民の女の子。母親は生まれてすぐに亡くなっており、BB団のせいで寝たきりになった父親がいる。イベントで主人公と親交を深めたりするが、彼女にはならない。
収容者A（しゅうようしゃエー）
名前が無い顔付きの収容者の1人。妹が車で交通事故を起こし、賠償金を作るために島に送られた。日本に結婚を約束した恋人がいたが、とっくに他の男に乗り換えられている（収容者Aはこのことを知らない）。
イベントでは収容者Cと一緒に登場することが多く、製造している銃に細工をしていることもある。また、主人公が「スパナ」や「つるはし」といった装備アイテムを持っているとそれに目をつけて買い取ろうとしてくる。
終盤に条件を満たしているとイベントが発生し、収容者Cが作業中の事故で怪我をさせた兵士から銃を奪い、収容者Cと協力し脱走を図るが失敗、処刑される（主人公の行動によっては、新薬の被検体に使われる）。
収容者B（しゅうようしゃビー）
名前が無い顔付き収容者の1人。ギャンブルにのめり込み、勤め先の売上金に手を出して逮捕され、刑務所に入るよりも島送りを選択した。重量挙げ班に所属する重量挙げの選手で、150キロ程度なら軽く持ち上げられるというが、本人にスポーツの経験はない。物語中盤に小杉と設備の扱い方で揉めて喧嘩をする（これがきっかけで班対抗の運動会が開催されることになった）。
展開によっては物語終盤、洞窟で同僚と仕事をサボっているところを正体不明の生物に食べられて死亡する。
収容者C（しゅうようしゃシー）
名前が無い顔付き収容者の1人。友人の借金の保証人になってしまい、借金を抱えて島に来た、真面目だけが取り柄のお人よし。日本に妊娠中の妻と子供が二人いる。
終盤に収容者Aと共に脱走を図るも失敗、一緒に処刑される（収容者Aと同じく、行動次第では新薬の被検体にされる）。
収容者D（しゅうようしゃディー）
名前が無い顔付き収容者の1人。詐欺にかかって多額の借金を作り、自暴自棄になり島に来た。ストレスからかなりノイローゼ気味。
ランダムイベントで登場し、主人公と落田が水道管を直している最中に現れ、意味不明な言動を発しつつ水道管を破壊し始め、兵士に射殺される（選択肢によっては殴られるだけで済む）。
収容者（しゅうようしゃ）
しあわせ島のモブキャラクターの収容者。目元を隠した茶髪の長髪の男と、帽子を目深に被り髭を生やした男の2種類。前者は体調を崩した際マコンデのズボンにゲロを吐いて暴行された挙句処刑され、後者は収容者B共々さぼっている所をしあわせ草のエキスを吸い非常に巨大化したとしおくんに食べられてしまう。モブキャラクターなので他のイベントでも普通に登場され名前とプロフィールが無い。
まさこ
しあわせ島のリフレッシュルームで飼われているヤギ。値段は20ペラと高いが回復効果は絶大。一緒にいると癒されるらしい。彼女の元に10回以上通いつめると日本で主人公と一緒に暮らすアルバムが追加される。
吉田 よしこ（よしだ よしこ）
プレイルームにいる女性。金髪だが日本人。本当は黒髪で2週間に一度染めている。
黒松 東児（くろまつ とうじ）
本作表サクセスで登場したフローラル金融社長でフローラルローンズと言う社会人野球チームを持つ監督で黒梅興業社長の木岡の部下。
直接しあわせ島で登場する事はないが、野球テストチュートリアルの解説役として登場。その際画面中心が時計だらけで丸で時間旅行した様な描写になっている。
としおくん
カエルとカブトムシとムカデが混じった謎の生物。名前は昔島に来た日本兵がつけたらしい。本サクセス最終ボスの1体でとしおくんルート最終ボス。元々はしあわせ島に住んでいた普通のトカゲだったがしあわせ草を口にしてしまい、巨大化した。
ルート次第ではドクターが落としたしあわせ草から抽出したエキスを舐めて更に巨大化してしまい、洞窟に侵入した人間を捕食するようになるほど狂暴化。巨大化後はしあわせ島の収容所を襲撃し、甚大な被害を与えるものの、主人公の乗るガンダーロボに倒される。しかしその死骸はいつの間にか無くなっていた。
事件後はB級映画のネタにされ、「MONSTER ATTACK」という映画が上映された。映画自体はそれなりに人気が出たらしいが、結局1発きりで終わり、1年後には見向きもされなかった。
元々は『5裏』で初登場したキャラクターで『パワプロクンポケット』シリーズでは珍しく裏サクセスから表サクセスに逆輸入された初のキャラクターとなる。

### 用語
和桐製作所
社会人野球編の舞台となる小さな町工場。大帝国電機の子会社であるが、営業不振気味。
後に歴史を変える発明と呼ばれたバッテリーが誕生する会社であり、時間犯罪者によって潰されかけていた。主人公はその犯罪を阻止し、バッテリーを無事に誕生させるため奔走することになる。
社会人野球チーム和桐バブルスを所有しており、かつては強豪と呼ばれたが現在は弱小チームに成り下がっている。正史では、和桐バブルスが大帝国キラーズに敗北後、一度倒産するもしあわせ島から脱出した主人公によって再建される。そして後に『8』で寺岡薫がワギリバッテリーを開発、後のパワポケシリーズの世界に大きな影響を与えることとなる。『10』で大神電機に買収され、更に『12』ではツナミの子会社となり和桐株式会社となっている。
タイムパトロール
遥か未来の時代に存在する時空警察組織。時間犯罪を止めることが目的であり、タイムマシンを用いてエージェントを過去に派遣する。
タイムマシン
未来人が用いる時間を移動するための装置。具体的には人間を過去に送る装置であり、未来に戻るためには使用者が冷凍睡眠をした後実際の歴史を経由しなければならない。
本作以降シリーズの登場はしばらく無かったが、『11』でさらに詳細な説明がなされ、以後のシリーズの根幹に関わっていくこととなる。
フローラル金融
和桐製作所に金を貸している町金融。社長は黒松。木岡が経営する黒梅興業は親会社にあたる。
「しあわせ島」に送る労働者を探しており、BB団と何らかの契約を結んでいる事が窺える。
しあわせ島
BB団が運営する、多額の負債を抱えた人間たちに強制労働を行わせる施設。労働内容は作中で語られているものでは、鉱山での採掘、兵器の製作、しあわせ草の栽培など。
労働者は労働に従事すると「ペラ」と呼ばれる疑似通貨を渡され、島の中ではペラを使って食事などをする。100日ごとに規定量のペラを持っているかチェックされ、ペラをノルマ分集めていると島を出ることが許される。収容環境は劣悪であり、死者や病人が多数出ている。
南洋にある孤島であり、施設から離れた地域には原住民たちが暮らしている。原住民たちは島の外に出ることができないが、BB団と物々交換などをしている他、BB団から砂糖や衣類など島で作れない物で手なずけられている。
なお、『10』の表サクセスの舞台である親切高校の通貨も本作と同様「ペラ」という券があり、同作品公式FAQ（しつもんコーナー）によると、本作の「ペラ」とはある程度関係があると示唆している。
BB団
しあわせ島を管理する武装組織で、正式名称は「ブラッドバタフライ団」。団長はメカ亀田。その目的は兵器を過激派などの表だって武器を買えない組織に安価で売ることで「世界に悪を広める」こと。その理由は明らかになっていない。収容者で構成された野球チームであるブラッドバタフライを始め、様々なスポーツチームを所有。
収容者を使ったしあわせ草の人体実験も行っているが、これもしあわせ草の軍事転用を目的としたもの。BB団のスポーツチームを所有と、裏野球大会の参加した原因もこのためである。
後に収容者たちが反乱を起こしたことで基地は壊滅、組織も事実上滅びたが、同様の施設が存在し続けていることが『10』で示唆されている。また同時にBB団の正体はある組織の下部組織であったことが語られた。
しあわせ草
しあわせ島で栽培されている薬草。元は太平洋戦争中にしあわせ島を占拠していた旧日本軍が発見したものであり、人間の潜在能力を飛躍的に向上させることができるが、服用を続けすぎると中毒症状に陥り、最悪の場合死に至る。
旧日本軍はこの草を用いた人体実験を行うが中毒患者を生み出してしまい、戦況の悪化もあり患者を島に残し島を去ることを決意、その際データを独断で当時同盟関係にあったドイツに流している。
BB団は「ドクター」こと、ジーラー・ジェンキンスの主導の下、しあわせ草の軍事転用を目的とした実験を繰り返しており、収容者の食事や飲み水にしあわせ草のエキスを混ぜることによって本人たちも気付かぬままに全員を中毒患者にしていた。物語の終盤、主人公の暴露でそれを知った収容者たちはそれを逆手にとり、しあわせ草の効力で手に入れた人間離れした身体能力を用いてBB団に反乱を起こすことになる。
ジェンキンスの研究はBB団の壊滅により一旦終息したが、後にある人物に引き継がれ、『10』にて完成を迎えることとなり、以後も幾度となく物語に深く関わるキーアイテムとなる。

## 収録選手
選手名ならびに球団名は2003年9月中旬当時のデータを搭載されたものである。そのため、チームの並び順が2003年の最終順位と異なっている（本作以降のタイトルについても同様）。1チーム投手10人、野手14人の総勢288人の選手が収録されている。
本作の一部の攻略本では、一部選手が許諾条件により掲載されなかった。

## スタッフ
- プログラム - 井上秀登、西川直樹、宮岡宏司、三浦陵介
- グラフィック - 藤岡謙治、大木賢二、萩原千香子
- サウンド - 北川保昌、弓島隆子、高本誠一、小野貴士、山川誠
- 取扱説明書・パッケージなど - 村上幸秀
- パッケージCG制作 - 山本竜彦
- 選手データ作成 - DIAMOND HEADの選手データスタッフ
- 広報 - 八木良子、平井美紀、半田由紀子、松村謙
- スペシャルサンクス - 博多幸博、今村洋介
- コロコロコミックキャラクターコンテスト　大賞 - 「漁火 剛」　甲緒健一郎、「ほるひす」　上野純平
- キャラクターコンテスト協力 - 小学館 コロコロコミック - 村上孝雄［デスク］、石関暁、和田裕樹
- 制作 - パワポケチーム
- 責任者 - 藤岡謙治
- PRODUCED BY　Konami Computer Entertainment Studios, Inc.
- KONAMI